# Современный музей Гонолулу
Современный музей Гонолулу (англ. Contemporary Museum Honolulu, также Honolulu Museum of Art Spalding House) — единственный музей в Гонолулу, Гавайи, посвящённый исключительно современному искусству, существовавший с 1986 по 2011 год.
У музея было два места расположения: в историческом доме Сполдинга (открыт в 1986 году) и в центре Гонолулу в здании First Hawaiian Center (открыт в 1996 году). Оба места остаются открытыми для публики и в настоящее время под другим именем.

## История

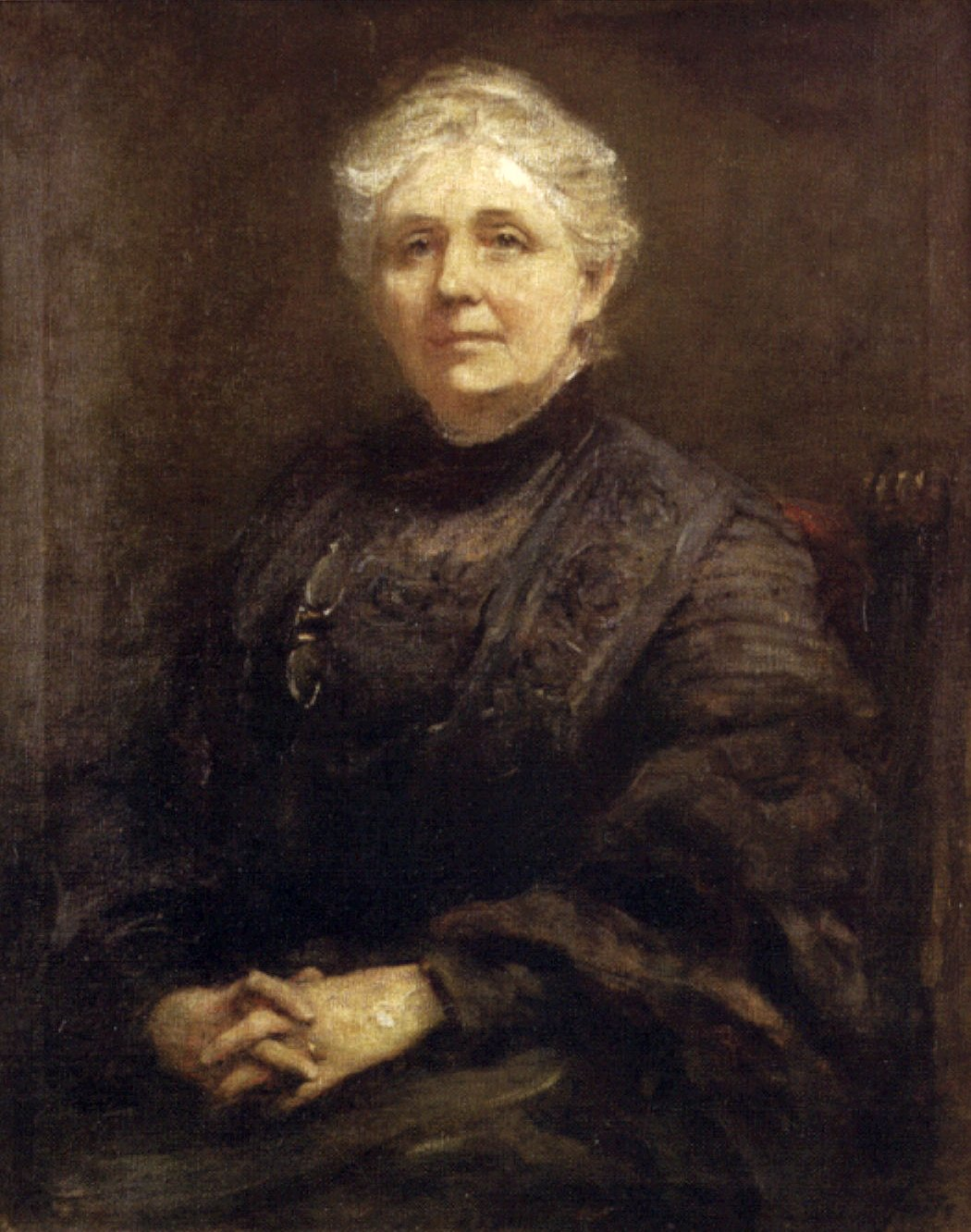
Портрет Анны Кук работы Йейтс, Фредерик

Дом Сполдинга был построен в 1925 году как резиденция покровительницы искусств Анна Райс Кук, вдовы Чарльза Монтегю Кука, бизнесмена и потомка миссионеров. В то же самое время на месте её бывшего дома на улице Beretania Street в Гонолулу создавалась Академия искусств Гонолулу (позже переименованная в Художественный музей Гонолулу). По завещанию миссис Кук, дом Сполдинга перешел по наследству в собственность её дочери Элис Сполдинг (Alice Spalding), и был приобретён в 1968 году Художественным музеем Гонолулу, который использовал его с 1970 по 1978 год для выставки японских гравюр. В конце 1970-х годов дом был продан музеем владельцам дочерней компании — издательству ежедневной газеты The Honolulu Advertiser. В 1986 году американский бизнесмен и филантроп Терстон Твигг-Смит, чья семья владела газетой, решил преобразовать дом Сполдинга в современный музей (The Contemporary Museum) — эта дата является годом основания Современного музея Гонолулу. После реконструкции и создания нового помещения — Milton Cades Pavilion, в которых участвовали скульптор Роберт Грэм и художник Тони Берлант, музей был открыт для публики в октябре 1988 года. Помимо художественных галерей, в нём имелись административные офисы, подсобные помещения, магазина и кафе.
Садовая территория, прилегающая к зданию музея, первоначально благоустраивалась в течение 1928—1941 годов преподобным К. Х. Инагаки (K. H. Inagaki), христианским священником японского происхождения. В 1979—1980 годах сады были реанимированы ландшафтным архитектором Джеймсом Хаббардом (James C. Hubbard) Гонолулу. В 1990-х годах ландшафтный архитектор Леланд Мияно привёл сады в их нынешнее состояние. На территории парка выставлены скульптура Сатору Абэ, Чарльза Арнольди, Деборы Баттерфилд, Джедда Гарета, Джорджа Рики, Тошико Такаезу, Валентайна, ДеВейна и Арнольда Циммермана, а также выполнена настенная живопись Пола Моррисона.

### Слияние с Художественным музеем Гонолулу
2 мая 2011 года Современный музей Гонолулу прекратил свое существование как самостоятельная организация, влившись в Художественный музей Гонолулу (в тот момент он назывался Художественная академия Гонолулу). Галереи и площадки по-прежнему открыты для публики; сотрудники Современного музея перешли в Художественный; директор Современного музея стал заместителем директора Художественного музея Гонолулу. Коллекция Современного музея, содержащая более 3000 произведений искусства, также была передана в Художественный музей Гонолулу.

## Коллекция
Художники, представленные в постоянной коллекции Современного музея Гонолулу, включали Вито Аккончи, Джозефа Альберса, Роберта Арнесона, Дженнифер Бартлетт, Роберта Брэди, Джона Бака, Кристофера Баклоу, Дебору Баттерфилд, Энрике Селая, Энрике Чагойя, Дейла Чихули, Джона Копланса, Джозефа Корнелла, Грегори Крюдсона, Роберта Камминга, Стивена Де Стаблера, Ричарда ДеВоре, Джима Дайна, Герберта Фербера, Ллина Фоулкса, Джуди Фокс, Сэма Фрэнсиса, Дэвида Джилхули, Дэвида Хокни, Диану Иттер, Ферне Джейкобса, Билла Джейкобсона, Джаспера Джонса, Дональда Джадда, Рона Кента, Уильяма Кентриджа, Санита Хевхока, Эдварда Кинхольца, Сола Левитта, Кена Литтла, Тони Марша, Джунко Мори, Ясумасу Моримуру, Роберта Мазервелла, Вика Муниса, Джея Мюслера, Рона Нэгла, Отто и Гертруды Натцлер, Луизы Невельсон, Кэтрин Опи, Денниса Оппенгейма, Отто Пине, Кеннет Прайс, Люси Ри, Лизы Райан, Элисона Саара, Лукаса Самараса, Адриана Сакса, Джеймса Сиврайта, Джозефа Сейгенталера, Андреса Серрано, Дэвида Смита, Кики Смит, Рудольфа Штаффеля, Пэт Стейр, Фрэнка Стеллы, Джейсона Тераоки, Масами Тераоки, Марка Тоби, Ричарда Таттла, Питера Вулкоса, Кары Уокер, Энди Уорхола, Уильяма Вегмана, Тома Вессельманна, Беатрис Вуд, Синди Райт и Дейзи Янгблад. 
После слияния музеев эта коллекция стала собственностью Художественного музея Гонолулу, и ее можно увидеть как в Дом Сполдинга, так и в главном здании музея.